# 斯文里 (大同區)
斯文里是中華民國台北市大同區的一個里，屬於大龍次分區。

## 歷史
該里在日治時期屬於大龍町。1946年，國民政府治下劃設斯文里。1951年劃出部份地區另立瞻聖里，1954年增設揚雅里；1962年復增設樹德里；1974年再劃出一部份設昌吉里。1990年3月12日調整行政區域，復將樹德里、昌吉里併入斯文里。
自2017年，台北市政府主導該里的都市更新案，並於2018年完成拆除，為中華民國第一例公辦都更案。